# Torre de Bendavizes
A Torre de Bendavizes localizava-se na localidade de Bendavizes, na antiga freguesia de Fataunços, no Município de Vouzela, distrito de Viseu, em Portugal.
Atualmente desaparecida, era uma das torres medievais existentes no atual Município.
A quinta e torre de Bendavizes pertenceram a Fernão da Fonseca e Castro, que foi sucedido por sua filha, Dona Damásia de Souza.